# 니에베 데 메디나
니에베 데 메디나(Nieve de Medina, 1962년 ~ )는 스페인의 배우이다.

## 출연 작품
- 마더도터시스터 (2017)
- 더 마더 (2016)
- 언 프랑코 14 페테타스 (2006)
- 잠 못 들게 하는 영화 5 - 비난 (2006)
- 햇빛 찬란한 월요일 (2002)
- 펠렛 (2000)